# Anomala chanleri
Anomala chanleri är en skalbaggsart som beskrevs av Linell 1896. Anomala chanleri ingår i släktet Anomala och familjen Rutelidae. Inga underarter finns listade i Catalogue of Life.